# Jewhen Rywkin
Jewhen Semenowycz Rywkin, ukr. Євген Семенович Ривкін, ros. Евгений Семенович Рывкин, Jewgienij Siemionowicz Rywkin (ur. 7 września 1967 w Charkowie, Ukraińska SRR) – ukraiński trener piłkarski.

## Kariera trenerska
We wrześniu 1991 po odnowieniu działalności wydziału futbolu „Łokomotyw” w Charkowie rozpoczął pracę szkoleniowca. Najpierw kierował szkoleniem dwóch grup dzieci rocznika 1981-1982 oraz 1987-1988. Drużyna rocznika 1981 zdobyła pierwszy Puchar Ukrainy w futsalu wśród juniorów, drużyna rocznika 1987-1988 trzykrotnie wygrała Juniorskie Mistrzostwa Ukrainy.
W sezonie 2005/06 MFK Łokomotyw Charków, którym kierował Jewhen Rywkin, debiutował w rozgrywkach profesjonalnych. W pierwszym sezonie zajął 4 miejsce w grupie wschodniej Pierwszej Ligi Mistrzostw Ukrainy w futsalu, a w następnym zespół zdobył brązowe medale Pierwszej Ligi i awansował do Ekstra-lihi Ukrainy w futsalu. W 2011 zdobył brązowe medale Mistrzostw Ukrainy w futsalu. W 2012 również prowadził studenckiej reprezentacji Ukrainy w futsalu. Po dymisji wieloletniego trenera reprezentacji Hennadija Łysenczuka w 2013 został mianowany na stanowisko głównego trenera narodowej drużyny Ukrainy w futsalu. Ale po nieudanych występach (ćwierćfinał Euro-2014) 10 lutego 2014 podał się do dymisji. Potem dalej kontynuował pracę w charkowskim Łokomotywie, z którym zdobył wiele trofeów.

## Sukcesy i odznaczenia

### Sukcesy trenerskie
MFK Łokomotyw Charków
- mistrz Ukrainy w futsalu: 2013, 2014, 2015
- wicemistrz Ukrainy w futsalu: 2012
- brązowy medalista Mistrzostw Ukrainy w futsalu: 2011
- zdobywca Pucharu Ukrainy w futsalu: 2009
- zdobywca Superpucharu Ukrainy w futsalu: 2013

Studencka reprezentacja Ukrainy w futsalu
- mistrz Świata wśród zespołów studenckich: 2012

### Odznaczenia
- tytuł Zasłużonego Trenera Ukrainy
- tytuł Zasłużonego Pracownika Wychowania Fizycznego i Sportu Ukrainy